# Augsburger Altstadt

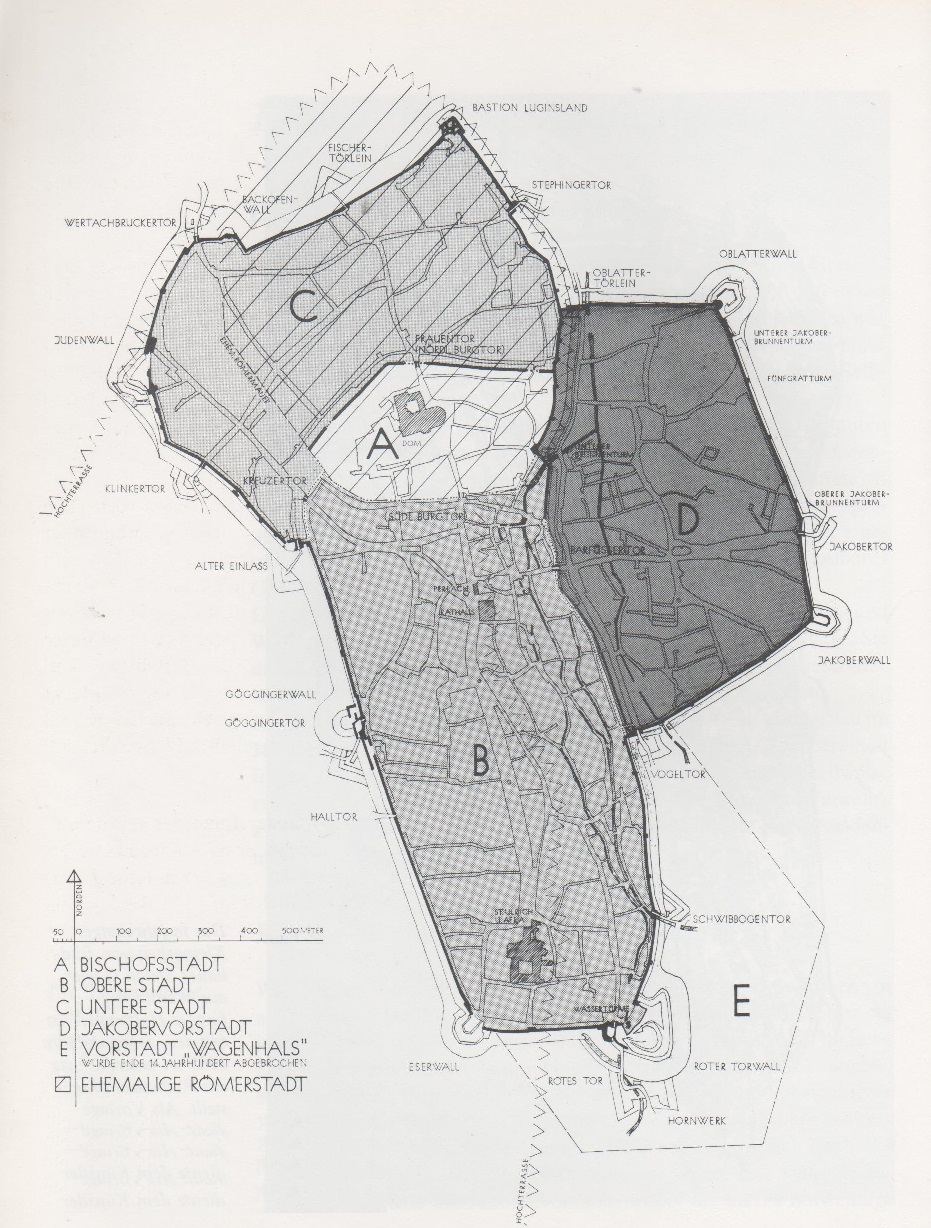
Entwicklungsphasen der Augsburger Altstadt

Die Augsburger Altstadt umfasst den historischen Stadtkern innerhalb der Stadtbefestigung von Augsburg. Es handelt sich dabei um ein Gebiet mit rund 217 Hektar Fläche im Stadtbezirk Augsburg-Innenstadt, St. Ulrich–Dom.  Damit besitzt Augsburg neben Köln und Hamburg die drittgrößte Altstadt Deutschlands.
Spricht der Augsburger von seiner „Altstadt“, so meint er damit meist das mittelalterliche Gassengewirr, das sich auf etwa 30 ha Fläche zwischen Maximilianstraße und Stadtgraben bzw. Äußerem Stadtgraben erstreckt. Im Artikel Altstadtsanierung des Augsburger Stadtlexikons beschränkt sich die Verwendung des Begriffs jedoch auf Teile der Altstadt mit tatsächlich überwiegender Altbausubstanz, also  Lechviertel und Ulrichsviertel sowie Teile der Jakobervorstadt.

## Geografie

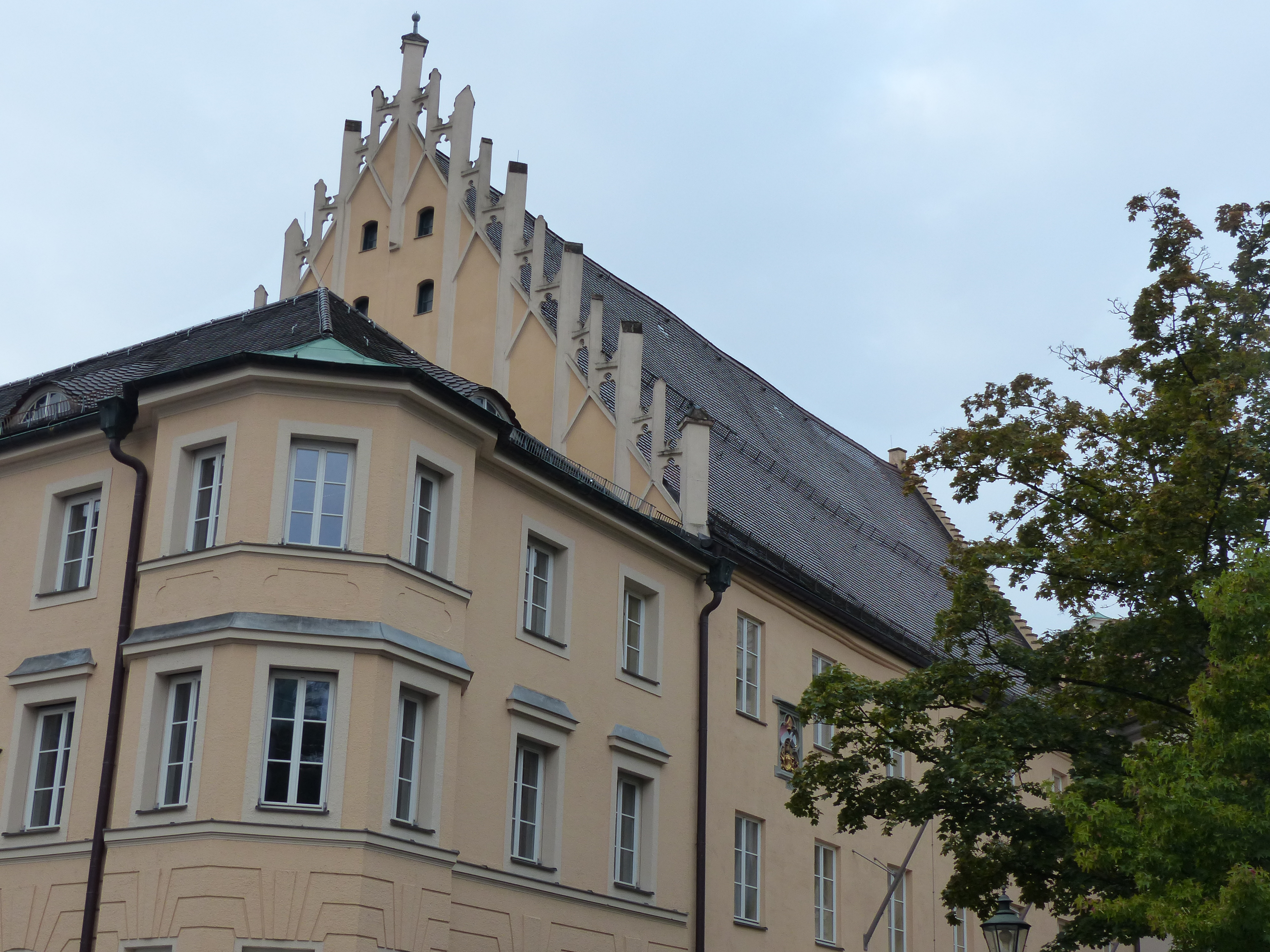
Domstadt: ehem. fürstbischöfl. Kastenamt, Giebel von 1492, davor Walmdachbau von 1920

Das Gebiet innerhalb der mittelalterlichen Stadtbefestigung ist in mehrere historische Teilbereiche gegliedert, die die Entstehungsgeschichte der alten Reichsstadt anschaulich nachzeichnen, ausführlich dargestellt im Artikel ‚Augsburger Stadtbefestigung‘, Abschnitt ‚Übersicht‘; Im Zentrum befindet sich die so genannte Bischofsstadt mit dem Augsburger Dom. Nördlich schließt sich daran die erst mit der zweiten Stadterweiterung ummauerte Untere Stadt (d. h. flussabwärts gelegene Stadt) an. Beide stehen auf dem Areal der ehemalige Römerstadt, die sich aber noch weiter nach Norden erstreckt hatte. Südlich der Bischofsstadt befindet sich die Obere Stadt (d. h. die flussaufwärts gelegene Stadt). Diese erste Stadterweiterung aus dem im 12. und 13. Jahrhundert wird auch als Bürgerstadt bezeichnet. Sie liegt nicht nur auf der Augsburger Hochterrasse, sondern reicht mit dem Lechviertel auch in die Lechniederung. Im 14. Jahrhundert wurde im Osten die Jakobervorstadt einbezogen, die – zwischen Innerem und Äußeren Stadtgraben – und ganz in der Lechniederung liegt.
Seit 1938 ist Augsburg in amtliche Stadtbezirke gegliedert. Die Altstadt erstreckt sich über sechs dieser insgesamt 41 Bezirke: Bezirk 1 (Lechviertel und östl. Ulrichsviertel), Bezirk 2 (Innenstadt und St. Ulrich – Dom), Bezirk 4 (Georgs- und Kreuzviertel), Bezirk 7 (Bleich und Pfärrle) sowie die Bezirke 8 und 9 (Jakobervorstadt–Nord bzw. Jakobervorstadt–Süd).

## Bauliche Aspekte

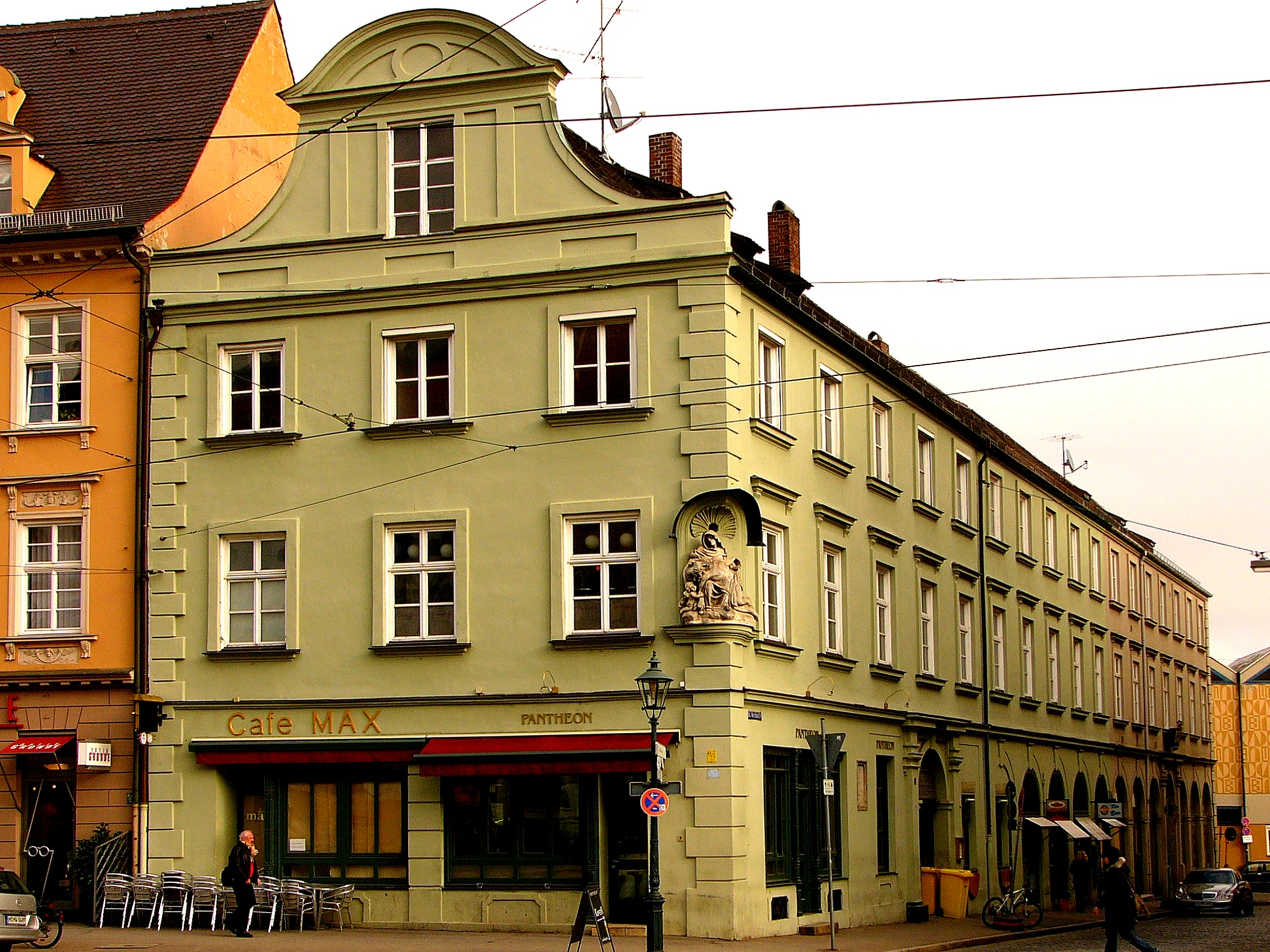
Ehem. reichsstädtisches Kaufhaus, Maximilianstraße/Heiliggrabgasse,
1611, Giebel ca. 1700

Geprägt wird die Augsburger Altstadt durch eine Hangkante, die sich parallel zur Achse Maximilianstraße-Karolinenstraße-Hoher Weg-Frauentorstraße quer durch ihr Gebiet zieht. Diese Kante beeinflusst nicht nur die räumliche Empfindung der Augsburger, die die Innenstadt sprachlich gerne in „oben“ auf der Augsburger Hochterrasse (insbesondere die Einkaufsbereiche im Stadtzentrum) und „unten“ (die engen Gassen des Lechviertels) unterteilen, sie ist auch für Augsburgs unverwechselbare Stadtsilhouette verantwortlich. An ihr liegen die wichtigsten Bauwerke – der Dom, das Rathaus mit dem Perlachturm und die mächtige Kirche St. Ulrich und Afra, die Grablege der Stadtheiligen – wie an einer Perlenschnur aufgereiht und künden von den prägenden Mächten der Augsburger Stadtgeschichte: Bischof, Bürger und Kaiser (Maximilian I. legte den Grundstein zum Chor von St. Ulrich und Afra, weshalb das Gebäude auch „Reichsgotteshaus“ genannt wurde).

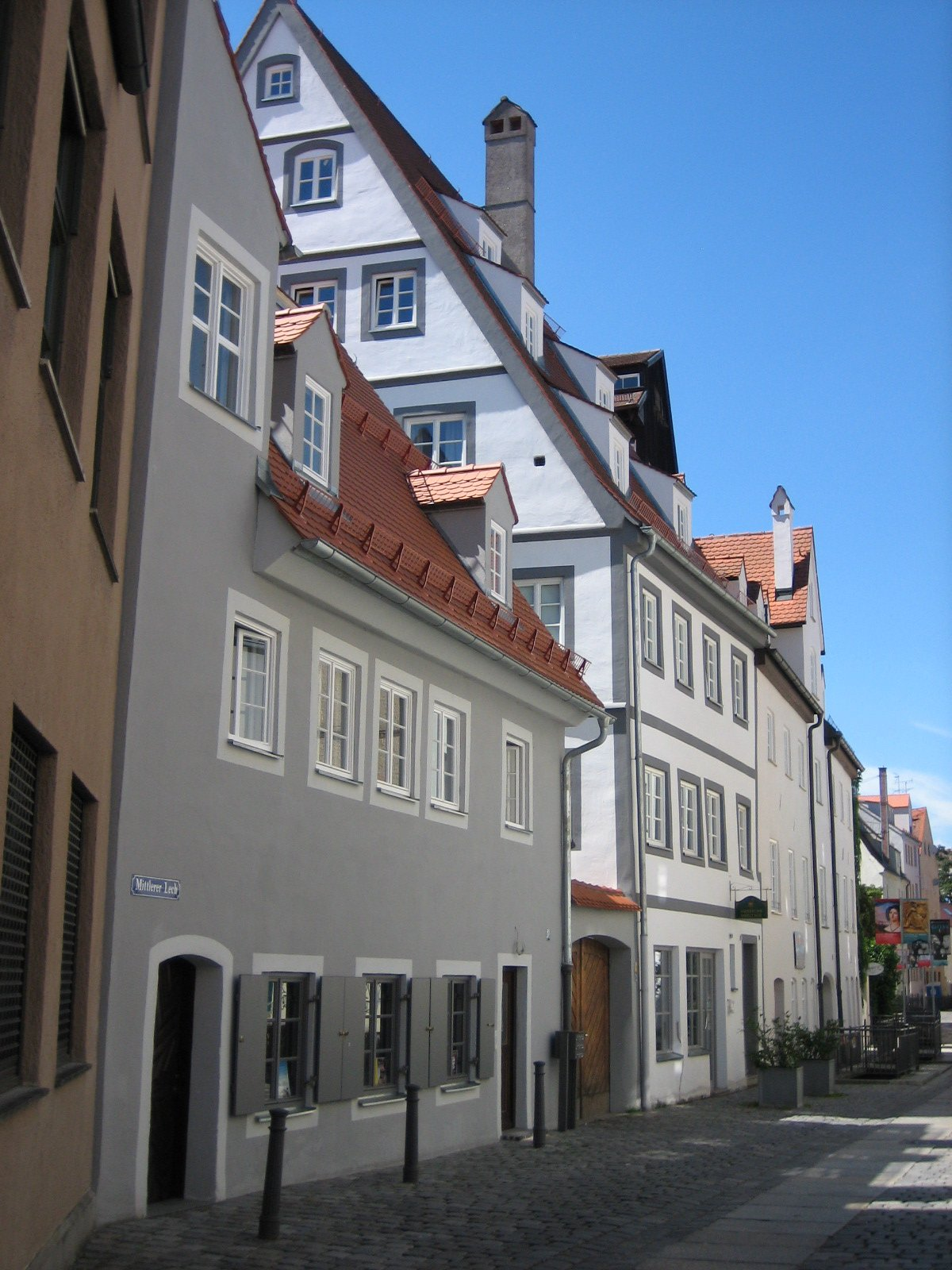
Mittlerer Lech: als zweites ein verputzter Fachwerkbau, Pflaster mit historischen Großplatten, hinten tritt der namengebende Kanal zutage

### Stadtviertel
Die Straßenzüge der „oberen“ Augsburger Altstadt sind sanft geschwungen, die der „unteren“ Bereiche eng und verwinkelt. Das Lechviertel wird zudem von zahlreichen Kanälen, den Lech- und Wertachkanälen, durchzogen, die einst in dem vormals handwerklich geprägten Gebiet die Versorgung mit Wasser und Energie sicherstellten.
Auch Unterschiede in der Bebauung sind in den einzelnen Teilbereichen der Altstadt zu erkennen: in den historisch großbürgerlich geprägten Wohngebieten oberhalb der Hangkante herrschen großflächige Gebäude mit breit gelagerten Fassaden vor, die bemalt oder mit flachem Stuck versehen sind. Meist sind Flach- oder Eck-Erker die einzigen stark plastischen Merkmale der überwiegend traufständigen Wohnhäuser. Höhepunkte der reichsstädtischen Architektur sind die Fuggerhäuser, das Maximilianmuseum, das Roeck-Haus, das Köpf-Haus und das Schaezlerpalais mit seinem exquisit ausgestatteten Rokokosaal. Gartenmauern und Domherrenhäuser bestimmen das Umfeld der früheren Fürstbischöflichen Residenz mit ihrem Hofgarten.
Deutlich enger parzelliert als die Oberstadt sind dagegen die Handwerkerviertel in der „unteren“ Altstadt. Eine Besonderheit im Stadtbild ist hier die Fuggerei als "Stadt in der Stadt".

### Plätze

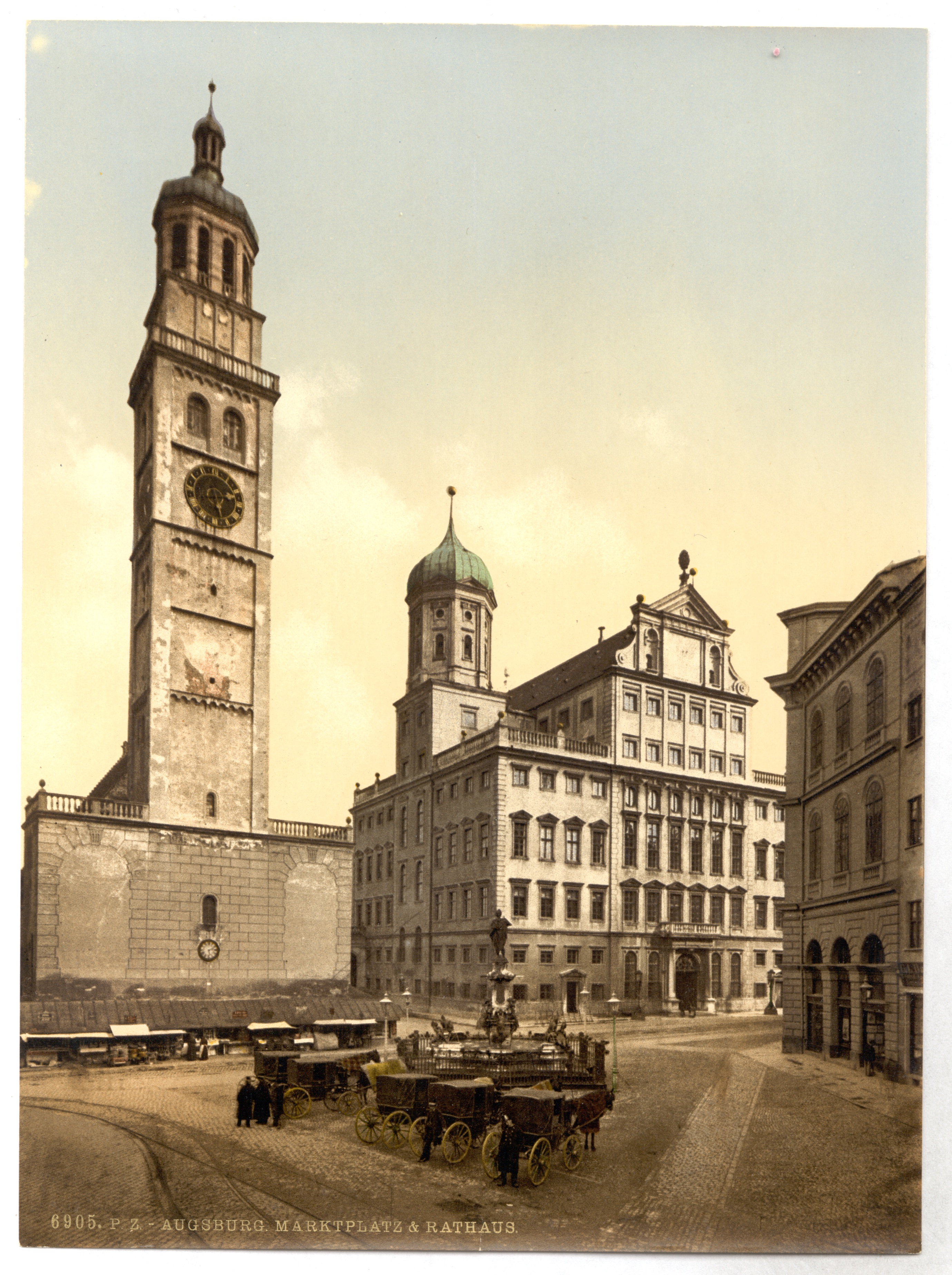
Nördliches Drittel des heutigen Rathausplatzes als Ludwigsplatz zwischen 1881 und 1898 (Pferdebahn)

Plätze entwickeln sich in gehobenen wie einfachen Gebieten aus den Straßenräumen, so etwa die „Heumarkt“ genannte räumliche Erweiterung der Philippine-Welser-Straße oder der Holbeinplatz am Vorderen Lech.
Anders als die meisten deutschen Städte mittelalterlicher Prägung verfügt die Augsburger Altstadt auch nicht über einen zentralen Marktplatz. Märkte mit speziellen Angeboten zogen sich entlang vieler Straßenzüge, die als „Obstmarkt“, „Kitzenmarkt“ oder „Fischmarkt“ teilweise heute noch im Stadtplan zu finden sind. Der größte und bedeutendste der Augsburger Plätze, der „Weinmarkt“, ist in der Maximilianstraße aufgegangen. Damit wurde möglicherweise der Zustand des frühen Hochmittelalters wiederhergestellt.
Der Rathausplatz hingegen, heute das attraktive Zentrum der Altstadt, hat seine heutige Form erst dadurch gewonnen, dass nach den Zerstörungen des Zweiten Weltkriegs die vorher gegenüber dem Rathaus befindliche Börse nicht wiederaufgebaut und auch nicht durch ein anders Gebäude ersetzt wurde. So kommt die Fassade des Rathauses erst seit dessen Wiederaufbau voll zur Geltung.

### Weltliche öffentliche Gebäude
Daneben prägen repräsentative Profanbauten aus der Zeit der Renaissance das Stadtbild (so etwa das Rathaus, das Zeughaus oder die Stadtmetzg). Von dem einst ausgedehntesten Bauwerk der Altstadt – der mittelalterlichen Stadtmauer – sind trotz der Schleifungen im 19. Jahrhundert noch eindrucksvolle Teile erhalten: Neben Vogeltor, Jakobertor, Rotem Tor und Wertachbrucker Tor zeugen insbesondere die Befestigungsanlagen im Bereich um die Lueginslandbastion noch heute von der Wehrhaftigkeit der alten Reichsstadt.

### Kirchen

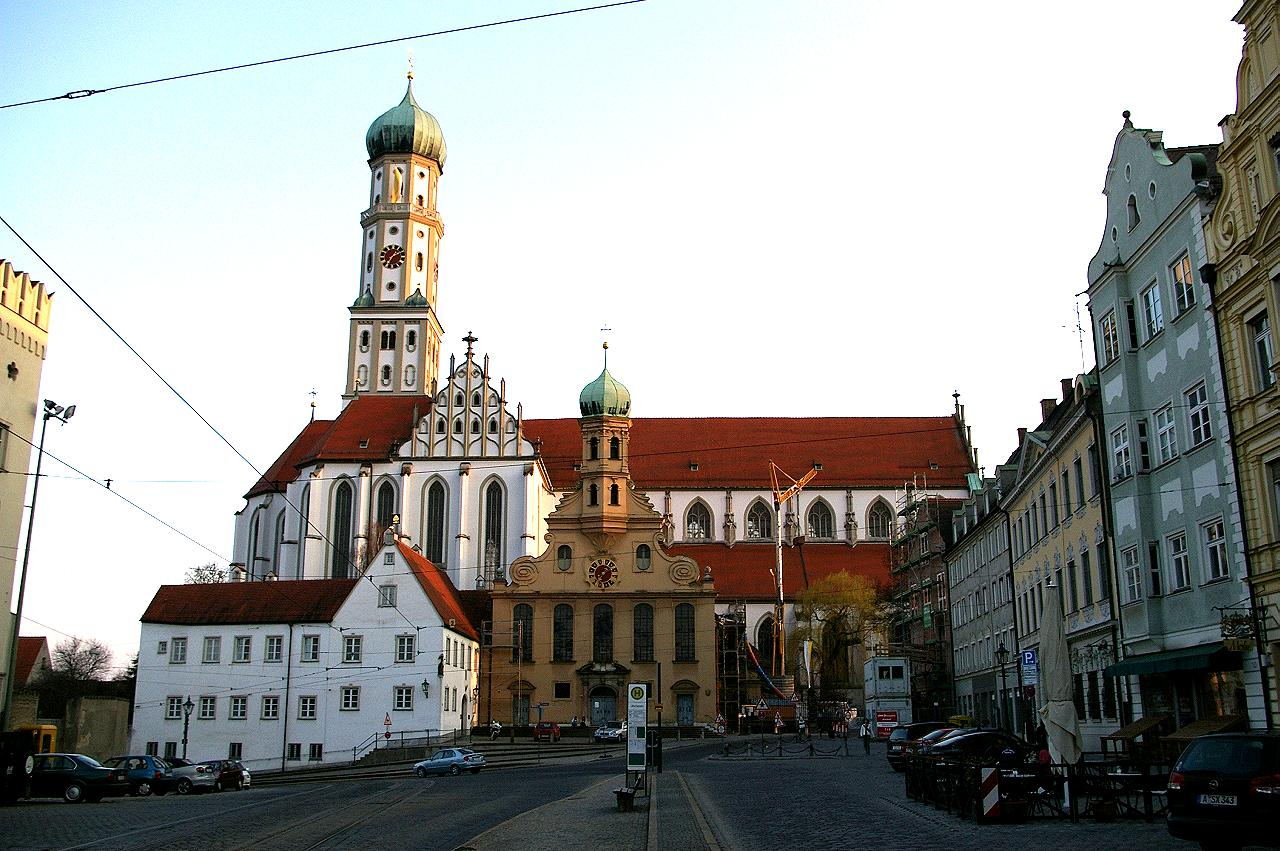
Ulrichskirche vor St. Ulrich und Afra

Einige der Kirchen in der Augsburger Altstadt bilden das Zentrum eines Stadtteils, andere hatten nur für das Kloster Bedeutung, dem sie zugehörten. Mehrere der zahlreichen Klöster des mittelalterlichen Augsburg haben telis als kirchliche Stiftungen, teils sogar als Kloster überlebt. Obwohl Augsburg zu den Paritätischen Reichsstädten gehörte, stand und steht in der Altstadt den Katholiken wesentlich mehr Kirchenraum zur Verfügung als den Protestanten.
Angefangen von der ältesten, dem Dom, haben die großen Kirchen der Stadt seitliche Haupttürme, mit einer Ausnahme: St. Peter am Perlach hat einen symmetrischen Westturm, aber dieser Perlachturm stand schon vor der Gründung des Gotteshauses. Bei mehreren Kirchen, einschließlich des Doms, ist die Turmposition am Übergang vom Langhaus zum Chor. Die kleinen Kirchen hingegen, davon die Ev. Heilig-Kreuz-Kirche und die Ev. Ulrichskirche als kleine evangelische neben einer gleichnamigen großen katholischen Kirche, haben ein Dachreiter-ähnliches Türmchen auf der Mitte des Giebels.

### Baumaterialien

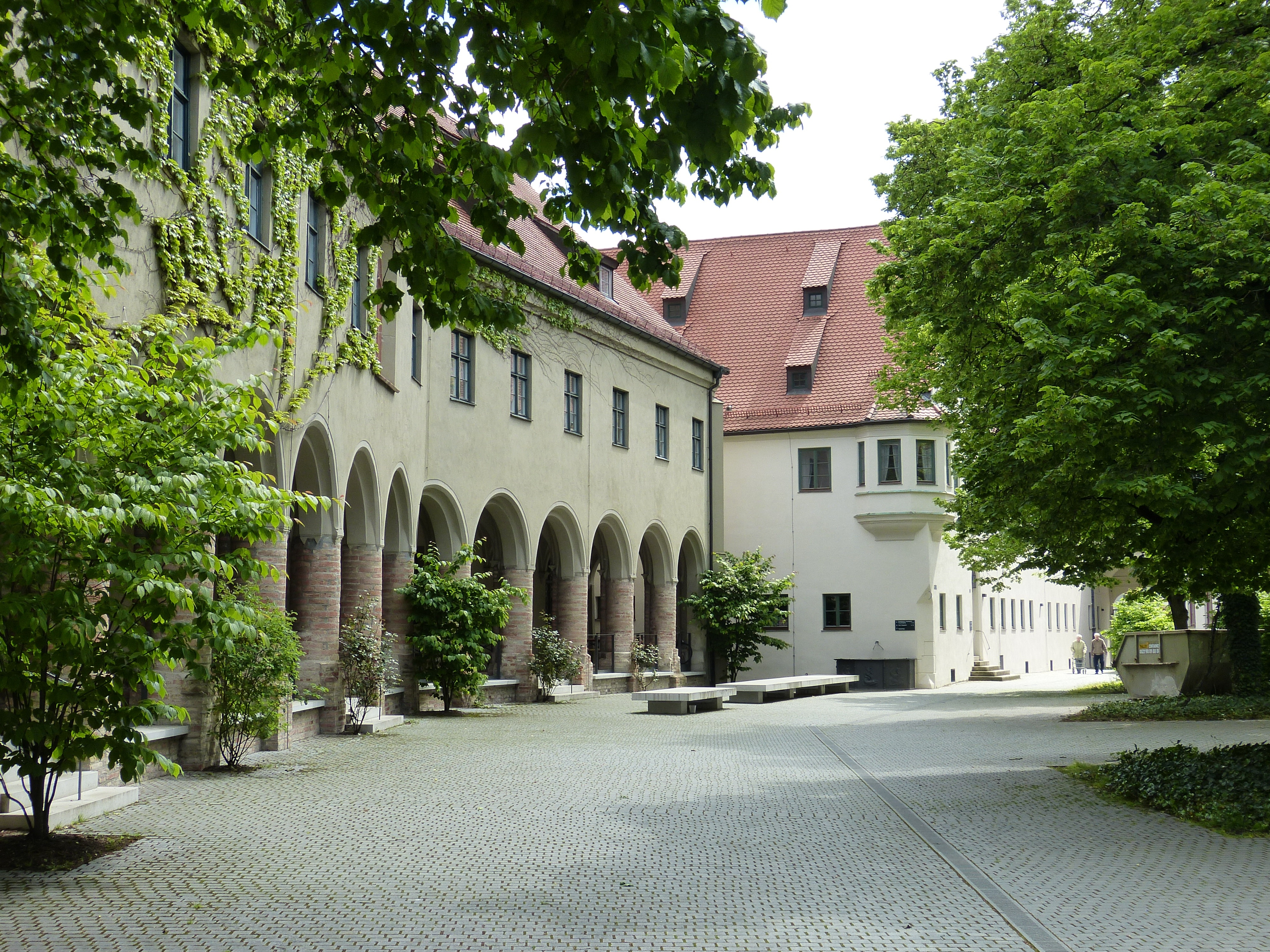
Laubengang mit Backsteinsäulen, 1521, ehem. Priorat des Dominikanerinnenklosters St. Margareth

Die Augsburger Altstadt ist zu erheblichen Teilen aus Backstein errichtet, was aber nur Teilen der Stadtbefestigung anzusehen ist, und zweien der Kirchen. Ansonsten ist das Ziegelmauerwerk unter Putz verborgen und war es oft auch schon im Mittelalter. Am Dom war sogar heutiges Sichtmauerwerk bis Anfang des 20. Jahrhunderts verputzt.
Des Weiteren sind zahlreiche Häuser ganz oder teilweise aus Fachwerk errichtet, aber auch dies ist in Augsburg fast immer unter Putz verborgen. Es ist äußerlich nur an vorkragenden Wänden zu erkennen.

## Zerstörung und Wiederaufbau
Die Augsburger Altstadt wurde im Zweiten Weltkrieg stark zerstört. Dank einer umsichtigen und behutsamen Wiederaufbauplanung blieb Augsburg jedoch eine radikale Umgestaltung nach den Prinzipien der unmittelbaren Nachkriegszeit erspart. So wurde die Altstadt überwiegend auf der historischen Parzellierung wiedererrichtet und bei der Neubebauung auf die gewachsene Identität der zweitausendjährigen Stadt weitestgehend Rücksicht genommen. Nur zwei Eingriffe haben das überkommene Gefüge der Altstadt deutlich verändert: der stark vergrößerte Rathausplatz, auf dem bis zu ihrer Zerstörung die Augsburger Börse stand, sowie die „Ost-West-Achse“ vom Stadttheater zum Mittleren Graben, deren Planung jedoch bereits auf die Zeit vor dem Zweiten Weltkrieg zurückgeht.